# Роузланд (Индијана)
Роузланд (енгл. Roseland) град је у америчкој савезној држави Индијана.

## Демографија
По попису из 2010. године број становника је 630, што је 1.179 (-65,2%) становника мање него 2000. године.
| Група             | 2000.         | 2010.       |
| Белци             | 1.626 (89,9%) | 530 (84,1%) |
| Афроамериканци    | 21 (1,2%)     | 17 (2,7%)   |
| Азијати           | 39 (2,2%)     | 29 (4,6%)   |
| Хиспаноамериканци | 96 (5,3%)     | 32 (5,1%)   |
| Укупно            | 1.809         | 630         |